# Assimineidae
Assimineidae zijn een familie van weekdieren uit de klasse van de Gastropoda (slakken).

## Geslachten
- Acmella W. T. Blanford, 1869
- Anaglyphula Rensch, 1932
- Angustassiminea Habe, 1943
- Assiminea Fleming, 1828
- Atropis Pease, 1871
- Austroassiminea Solem, Girardi, Slack-Smith & Kendrick, 1982
- Aviassiminea Fukuda & Ponder, 2003
- Conacmella Thiele, 1925
- Conassiminea Fukuda & Ponder, 2006
- Cryptassiminea Fukuda & Ponder, 2005
- Cyclotropis Tapparone Canefri, 1883
- Ditropisena Iredale, 1933
- Duritropis Iredale, 1944
- Eussoia Preston, 1912
- Garrettia Paetel, 1873
- Heteropoma Möllendorff, 1894
- Kubaryia Clench, 1948
- Limborelia Iredale, 1944
- Metassiminea Thiele, 1927
- Omphalotropis L. Pfeiffer, 1851
- Opinorelia Iredale, 1944
- Ovassiminea Thiele, 1927
- Paludinella Pfeiffer, 1841
- Paludinellassiminea Habe, 1994
- Ponapella Clench, 1946
- Pseudomphala Heude, 1882
- Quadrasiella Möllendorff, 1894
- Rugapedia Fukuda & Ponder, 2004
- Suterilla Thiele, 1927
- Taiwanassiminea Kuroda & Habe, 1950
- Thaanumella Clench, 1946
- Wrayanna Clench, 1948